# Magyarországi vasúttársaságok listája
Ez a szócikk a magyarországi normál és keskeny nyomtávú vasúttársaságok nevét tartalmazza.

## Pályahasználatra jogosult belföldi személyszállító vasúttársaságok
A magyarországi személyszállítási piacot elvi szinten megnyitották a szabad verseny előtt, a piacra döntő befolyással lévő állam részéről azonban nem történtek lépések a többszereplős, egymással és az utasokért versenyt folytató vállalati struktúra létrehozása érdekében. Az elvi lehetőség ellenére csak csak igen kevés vállalat tevékenykedik a vasúti személyszállítás piacán. A magyar állam a két saját tulajdonában álló vasúttársasággal (MÁV és GYSEV) közszolgáltatási szerződést kötött, így a két nagy magyar nemzeti vasúttársaság egy évben az utasok 99,9%-át szállítja. A vasúti személyszállítási piachoz és infrastruktúrához (pl. pályaudvarok) azonban nem állami tulajdonú és a közszolgáltatások végzésére nem szerződő társaságok is hozzáférhetnek a szükséges hatósági engedélyek megszerzése után. Ezen társaságok jellemzően rendezvény- és utazásszervező tevékenységük keretében (saját üzleti kockázatukra) végeznek vasúti személyszállítást.
| Társaság rövid neve VKM-kód | Társaság teljes neve              | Főbb tulajdonos, vállalatcsoport           | Székhelye | Alapítás éve                    | Kép, jellemző járművek |
| --------------------------- | --------------------------------- | ------------------------------------------ | --------- | ------------------------------- | ---------------------- |
| GYSEV H-GYSEV               | Győr–Sopron–Ebenfurti Vasút Zrt.  | GYSEV-csoport                              | Sopron    | 1875.02.01                      |                        |
| MÁV-Start H-START           | MÁV-START Zrt.                    | MÁV-csoport                                | Budapest  | 1882 2006 (önálló vállalatként) |                        |
| Máv Rail Tours H-MÁVRT      | Máv Rail Tours Kft.               | MÁV-csoport                                | Budapest  | 2021                            |                        |
| CRS H-CRSHU                 | Continental Railway Solution Kft. | Timothy Gilbert Szigeti András Kiss Károly | Budapest  | 2014                            |                        |

## Pályahasználatra jogosult belföldi áruszállító vasúttársaságok[2]
A személyszállításhoz képest az árufuvarozásban, jóval több magántársaság vesz részt. Az alábbiakban látható magyarországi vasúti hálózatra érvényes hozzáférési engedéllyel rendelkező, árufuvarozási tevékenységet ténylegesen végző vasúttársaságok listája.
| Társaság rövid neve VKM-kód                       | Társaság teljes neve Régebbi név                                                  | Főbb tulajdonos, vállalatcsoport                                               | Székhelye    | Alapítás éve                                | Kép, jellemző járművek |
| ------------------------------------------------- | --------------------------------------------------------------------------------- | ------------------------------------------------------------------------------ | ------------ | ------------------------------------------- | ---------------------- |
| PKP Cargo                                         | PKP Cargo                                                                         | PKP Cargo (Lengyelország) 2015 májusáig Čechofracht; OKD, Doprava (Csehország) | Budapest     | 2010                                        |                        |
| Bobo Kft H-BOBO                                   | BoBo Járműjavító, Ipari, Kereskedelmi és Szolgáltató Kft Dízelmozdony-szerelő GMK |                                                                                | Miskolc      | 1994 2007 (tevékenység kezdete)             |                        |
| CER H-CER                                         | CER Hungary Közép-Európai Vasúti Árufuvarozási, Kereskedelmi és Szolgáltató Zrt.  | L.A.C. Holding                                                                 | Budapest     | 2004                                        |                        |
| CRS H-CRSHU                                       | Continental Railway Solution Kft.                                                 | Timothy Gilbert Szigeti András Kiss Károly                                     | Budapest     | 2014                                        |                        |
| Eurogate Rail Hungary                             | Eurogate Rail Hungary Zrt                                                         | Eurogate (Egyesült királyság)                                                  | Budapest     | 2004                                        |                        |
| Foxrail H-FOX                                     | FOXrail Zrt.                                                                      |                                                                                | Budapest     | 2013                                        |                        |
| GYSEV Cargo H-GYC                                 | GYSEV CARGO Zrt                                                                   | GYSEV-csoport                                                                  | Sopron       | 2011                                        |                        |
| Kárpát Vasút H-KV                                 | Kárpát Vasút Kft                                                                  |                                                                                | Ceglédbercel | 2009                                        |                        |
| DB Schenker Rail Hungária H-DBSRH Korábban: H-LCH | DB Schenker Rail Hungária Logistic Center Hungária Kft                            | Deutsche Bahn Holding (Németország)                                            | Győr         | 2001                                        |                        |
| MVÁ Zrt. H-MVA                                    | Magyar Vasúti Áruszállító Zrt.                                                    |                                                                                | Debrecen     | 2010                                        |                        |
| MMV H-MMV                                         | Magyar Magánvasút Zrt.                                                            | Petrolsped Kft (Magyarország)                                                  | Budapest     | 2003                                        |                        |
| Rail Cargo Hungaria H-RCH                         | Rail Cargo Hungaria MÁV Cargo                                                     | Rail Cargo Austria ÖBB-Holding(Ausztria)                                       | Budapest     | 2006                                        |                        |
| Train Hungary H-THM                               | Train Hungary Magánvasút Kft Rolling Stock                                        | GRAMPET s.a. (Románia)                                                         | Budapest     | 2005 (alapítás); 2006 (tevékenység kezdete) |                        |
| CD Cargo Hungary                                  | CD Cargo Hungary Kft.                                                             | České dráhy                                                                    | Püspökladány | 2020                                        |                        |
| EWG Rail                                          | EWG Rail Zrt.                                                                     |                                                                                | Budapest     | 2018                                        |                        |
| Phoenix Rail                                      | Phoenix Rail Magánvasút Kft.                                                      |                                                                                | Komárom      | 2020                                        |                        |
| Retrack Hungaria                                  | Retrack Hungaria Kft.                                                             | VTG                                                                            | Budapest     | 2020                                        |                        |
| RTH                                               | Rail Transport Hungary Kft.                                                       |                                                                                | Püspökladány | 2022                                        |                        |
| Train Clinic                                      | Train Clinic Kft.                                                                 |                                                                                | Ebes         | 2020                                        |                        |
| Train Europe                                      | Train Europe Kft.                                                                 |                                                                                | Budapest     | 2013                                        |                        |
| TMK-Train                                         | TMK-Train Kft.                                                                    |                                                                                | Gyál         | 2021                                        |                        |
| Transrail                                         | Transrail Kft.                                                                    |                                                                                | Mándok       | 2023                                        |                        |
| S-Rail                                            | S-Rail HU Kft.                                                                    | SETG                                                                           | Budapest     | 2023                                        |                        |

## Egyéb, országos vasúti árutovábbítási engedéllyel rendelkező társaságok
A magyarországi nyílt hozzáférésű vasútvonalakon árutovábbítási tevékenységet csak a Nemzeti Közlekedési Hatóság (NKH) engedélyét birtokló vállalatok folytathatnak. Az árutovábbítás lehet saját célú (szállítás) vagy mások általi megrendelésre történő (fuvarozás). Az ebben a listában megjelenő vállalkozások nagy része nem folytat valódi fuvarozói tevékenységet, az NKH árutovábbítási engedélyét azért szerezte be, hogy a vasúti létesítmények fenntartását vagy építését szolgáló tevékenysége során a munkaterületre építőanyagot szállíthasson. Az ilyen vállalkozások a szó hagyományos értelmében nem számítanak vasúttársaságnak, bár vasúthoz kötődő tevékenységük feltételei azokkal azonosak. Az NKH által kiadott engedély szintén nem jelenti azt, hogy a vállalkozás a piac aktív szereplőjévé válik. A hatósági nyilvántartásban több engedéllyel rendelkező, ám ténylegesen inaktív társaság is található.
| Társaság rövid neve VKM-kód | Társaság teljes neve Régebbi név                                                                | Főbb tulajdonos, vállalatcsoport          | Székhelye  | Alapítás éve                                                | Tevékenységi kör                                                                            | Kép, jellemző járművek |
| --------------------------- | ----------------------------------------------------------------------------------------------- | ----------------------------------------- | ---------- | ----------------------------------------------------------- | ------------------------------------------------------------------------------------------- | ---------------------- |
| BSS2000 Kft. H-BSS          | BSS 2000 Energetikai Szolgáltató Ipari és Kereskedelmi Kft.                                     |                                           | Cegléd     | 1994                                                        | felsővezeték-építés                                                                         |                        |
| DRT                         | DRT Danubius Rail Transport                                                                     | EMIT Csoport                              | Budapest   | 2012                                                        |                                                                                             |                        |
| Dunagép                     | Dunagép                                                                                         |                                           | Tököl      | 2012                                                        | Vasúti villamos rendszerek építése, fenntartása                                             |                        |
| G&G H-GESG                  | G&G Növényvédelmi és Kereskedelmi Kft.                                                          |                                           | Szeged     | 1982                                                        | vasútfenntartás, növényvédelem                                                              |                        |
| Integrail Zrt               | Integrail Zrt                                                                                   | www.integrail.hu                          | Budapest   | 2011                                                        | Teherfuvarozás / Terminál                                                                   |                        |
| MÁVÉPCELL                   | Mávépcell Kft MÁV Celldömölki Építési Főnökség                                                  | Swietelsky Baugesellschaft (Ausztria)     | Celldömölk | 1955 (MÁV-részlegként) 1993 (önálló vállalatként)           | Vágányépítés, fenntartás                                                                    |                        |
| MÁV FKG H-FKGJK             | MÁV FKG Felépítménykarbantartó és Gépjavító Kft MÁV Építőgépjavító Üzem                         | MÁV-csoport                               | Jászkisér  | 1969 (MÁV-egységként) 1994 (Önálló vállalatként)            | Vágányépítés, fenntartás, gépjavítás                                                        |                        |
| Rail Cargo Carrier          | Rail Cargo Carrier Kft. Rail Service Hungaria Kft. (2013 márciusig) MÁV kombiterminál Kft.      | Rail Cargo Austria ÖBB-Holding (Ausztria) | Budapest   | 1996                                                        | kizárólag vontatás; terminál-üzemeltetés                                                    |                        |
| Szentesi Vasútépítő H-SZEVA | Szentesi Vasútépítő Kft MÁV Szentesi Építési Főnökség MÁV Vasút-, Híd- és Mélyépítő Kft.        | Strabag (Ausztria)                        | Szentes    | 1955 (MÁV-részlegként) 1993 (önálló vállalatként)           | Vágányépítés, fenntartás                                                                    |                        |
| Swietelsky                  | Swietelsky Vasúttechnika Kft.                                                                   | Swietelsky (Ausztria)                     | Celldömölk | 2008                                                        | Vágányépítés, fenntartás                                                                    |                        |
| TRIMAN Kft. H-TRIM          | TRIMAN Építőipari Kft.                                                                          |                                           | Budapest   | 1990. (alapítás) 2015. (vasúttársasági tevékenység kezdete) | Vasúti pálya és hozzá kapcsolódó műtárgyak építése, fenntartása, árutovábbítási tevékenység |                        |
| Vasútépítők Kft             | Vasútépítők Pályatervező, Kivitelező és Iparvágányfenntartó Kft GEO Vasútépítő és Fenntartó GMK | H. F. Wiebe (Németország)                 | Győr       | 1983 (mint GMK); 1993 (mint kft)                            | Vágányépítés, fenntartás                                                                    |                        |
| Vasútvill H-VVILL           | Vasútvillamosító Kft. MÁV Villamos Felsővezeték Építésvezetőség                                 | Porlan Csoport (Magyarország)             | Budapest   | 1949;                                                       | Vasúti villamos rendszerek építése, fenntartása                                             |                        |
| Záhony Port Zrt. H-ZPORT    | ZÁHONY-PORT Záhonyi Logisztikai és Rakománykezelési Szolgáltató Zrt.                            | MÁV-csoport                               | Záhony     | 2007                                                        | vontatás, terminál-üzemeltetés                                                              |                        |

## Pályahasználatra jogosult nem magyarországi vasúttársaságok
Az egységes Európai Gazdasági Térség vasúti társaságai a 95/18/EK rendeletben foglaltak szerint abban az esetben is használhatják a térség egy országának nyílt vasúti infrastruktúráját, ha a nem az adott EGT-országban jegyezték be őket, de más EGT-ország szabályai szerint működnek. A magyar hatóság a más EGT-államok hatóságai által kibocsájtott engedélyeket elfogadja, az érintett vasúti társaságok a pályahasználati szándék bejelentése után jogosultak magyarországi vonatok közlekedtetésére.
| Társaság neve VKM-kód                                    | Ország      | Székhely | Magyarországi engedély típusa | Kép, jellemző járművek |
| -------------------------------------------------------- | ----------- | -------- | ----------------------------- | ---------------------- |
| BoxXpress                                                | Németország | Hamburg  | országos vasúti árutovábbítás |                        |
| Central Railways SK-CRW                                  | Szlovákia   | Kassa    | országos vasúti árutovábbítás |                        |
| LTE Logistik & Transport A-LTE                           | Ausztria    | Grác     | országos vasúti árutovábbítás |                        |
| Prvá Slovenska Železničná SK-PSZ                         | Szlovákia   | Pozsony  | országos vasúti árutovábbítás |                        |
| Slovenska Železničná Doprávná Spoločnosť SK-SŽDS         | Szlovákia   | Zólyom   | országos vasúti árutovábbítás |                        |
| Rail Transport Service GmbH                              | Ausztria    | Grác     | országos vasúti árutovábbítás |                        |
| Wiener Lokalbahnen Cargo A-WLC                           | Ausztria    | Bécs     | országos vasúti árutovábbítás |                        |
| ZSSK Cargo Železničná Spoločnosť Cargo Slovakia SK-ZSSKC | Szlovákia   | Pozsony  | országos vasúti árutovábbítás |                        |

## Térségi vagy elővárosi személyszállítási engedéllyel rendelkező társaságok
| Társaság rövid neve | Társaság teljes neve                      | Főbb tulajdonos, vállalatcsoport | Vasúti személyszállítási engedély típusa | Székhelye | Alapítás éve | Kép, jellemző járművek |
| ------------------- | ----------------------------------------- | -------------------------------- | ---------------------------------------- | --------- | ------------ | ---------------------- |
| BKV                 | Budapesti Közlekedési Zrt.                | Budapest önkormányzata           | Helyi vasúti személyszállítás            | Budapest  | 1968         |                        |
| DKV                 | Debreceni Közlekedési Zrt.                | Debrecen önkormányzata           | Helyi vasúti személyszállítás            | Debrecen  | 1950         |                        |
| MVK                 | Miskolc Város Közlekedési Zrt             | Miskolc önkormányzata            | Helyi vasúti személyszállítás            | Miskolc   | 1954         |                        |
| SZKT                | Szegedi Közlekedési Kft.                  | Szeged önkormányzata             | Helyi vasúti személyszállítás            | Szeged    | 1885         |                        |
| VEKE                | Városi és Elővárosi Közlekedési Egyesület |                                  | Helyi vasúti személyszállítás            | Budapest  |              |                        |
| MÁV-HÉV (H-MHÉV)    | MÁV-HÉV Helyiérdekű Vasút Zrt.            | Magyar állam                     | Elővárosi vasúti személyszállítás        | Budapest  | 2017         |                        |

## Történeti vasúttársaságok

### Megszűnt, tevékenységet felhagyott társaságok 2005 után
| Társaság rövid neve  | Társaság teljes neve Korábbi nevek                                                           | Főbb tulajdonos, vállalatcsoport | Székhelye                      | Alapítás éve                                                          | Megszűnés éve                    | Tevékenységi kör | Kép, jellemző járművek |
| -------------------- | -------------------------------------------------------------------------------------------- | --- | ------------------------------ | --------------------------------------------------------------------- | -------------------------------- | --- | ---------------------- |
| Eurocom              | Eurocom Rail Cargo Zrt.                                                                      | Eurocom Automatizálási és Vasúttechnikai Zrt. (Magyarország) | Budapest                       | 1972 (anyavállalat) (Vasúti tevékenység kezdete:2006)                 | 2010                             | Vontatás teherfuvarozás vontatójárművek bérbeadása. |                        |
| V-híd                | V-Híd Zrt.                                                                                   | Mészáros & Mészáros | Budapest                       | 2015                                                                  | 2024 (Teherfuvarozás)            | Vontatás, vasútépítés, teherfuvarozás. |                        |
| Komplex Rail H-KR    | KOMPLEX RAIL Kft.                                                                            | | Budapest                       | 2014                                                                  | 2022                             | |                        |
| MTMG Zrt.            | MTMG Logisztikai Zrt.                                                                        | Nitrokémia Környezetvédelmi Tanácsadó és Szolgáltató Zrt. EN-DUSTRY Tanácsadó Korlátolt Felelősségű Társaság. G.transport’96 Kft. LOK-SZER Ipari Szolgáltató és Kereskedelmi Korlátolt Felelősségű Társaság. | 1012 Budapest, Logodi u. 34/A. | 2005                                                                  | 2022                             | Országos jelentőségű vasúti pályán a csatlakozó, az összekötő és a saját célú vasúti pályahálózatokon vontatási és árutovábbítási tevékenység végzése az NKH által jóváhagyott Árufuvarozási Üzletszabályzat szerint. |                        |
| Masped               | Masped Rail Cargo Magánvasút Zrt Masped-Railog Vasúti Szállítmányozási Kft. MASPED RAIL Kft. | Masped-csoport (Magyarország) | Debrecen                       | 1948 (anyavállalat) (Alapítás 2007; Vasúti tevékenység kezdete: 2008) | 2012                             | Teherfuvarozás járművek bérbeadása |                        |
| Pannontrain          | Pannontrain Vasúti Zrt.                                                                      | East Traffic Service (Ausztria) | Budapest                       | 2006                                                                  | 2009                             | Teherfuvarozás, vontatás |                        |
| MÁV-Hajdú            | MÁV-Hajdú KFT                                                                                | Cronus Kft, Pako GmbH (Németország) | Debrecen                       | 2001 (Privatizáció)                                                   | 2007 (engedély lejárt)           | Teherfuvarozás, vontatás |                        |
| MÁVGÉP               | MÁV Vasútépítő – Gépellátó és Szolgáltató Kft                                                | MÁV-csoport | Budapest                       | 1993                                                                  | 2012 (Beolvadt a MÁV FKG-ba)     | Pályafenntartás, vasútépítés, járműgyártás |                        |
| MÁV Gépészet H-MÁVGS | MÁV Gépészet Vasútijármű Fenntartó és Javító Zrt.                                            | MÁV-csoport | Budapest                       | 2008                                                                  | 2014 (Beolvadt a MÁV-Startba-ba) | Járművek fenntartása, építése |                        |
| MÁV Trakció H-MÁVTR  | MÁV-Trakció Vasúti Vontatási Zrt.                                                            | MÁV-csoport | Budapest                       | 2008                                                                  | 2014 (Beolvadt a MÁV-Startba-ba) | Kizárólag vontatási szolgáltatás |                        |